# Gemeinde Selnica ob Dravi

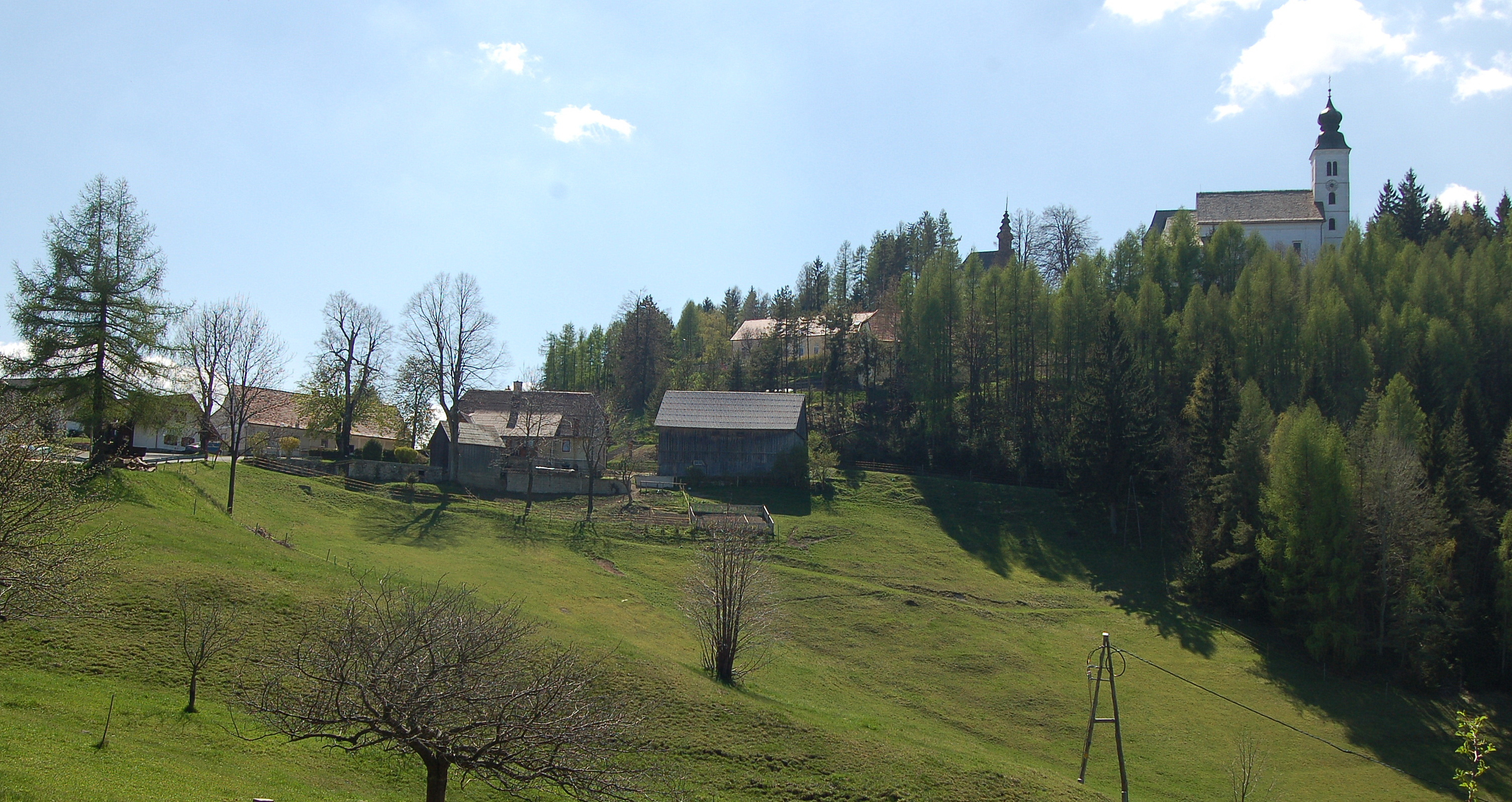
Kirche zum Heiligen Geist am Osterberg in Sveti Duh na Ostrem Vrhu

Selnica ob Dravi (deutsch: Zellnitz an der Drau) ist der Name einer Gemeinde und der namensgebenden Ortschaft Selnica ob Dravi in Slowenien. Sie liegt in der historischen Landschaft Spodnja Štajerska (Untersteiermark), Region Podravska.

## Lage
Selnica ob Dravi liegt etwa 12 km westlich von Maribor am nördlichen Ufer der Drau und erstreckt sich über den Kozjak (Poßruck) bis an die österreichische Grenze. Im Drautal auf 314 m. ü. A. ist die Gemeinde am dichtesten besiedelt. Sonst ist die Kommune durch Hügellandschaft und Streusiedlungen geprägt. Das einzige Dorf in den Hügeln ist das direkt an der Staatsgrenze gelegene Sveti Duh, bekannt für seine Wallfahrtskirche.
Die höchste Erhebung ist mit 985 m. ü. A. der Kolarjev vrh (Kolarkogel). 
In Faal befindet sich das älteste Kraftwerk an der Drau.

## Ortschaften
Die Gemeinde umfasst 14 Ortschaften. Die deutschen Exonyme in den Klammern wurden bis zum Abtreten des Gebietes an das Königreich der Serben, Kroaten und Slowenen im Jahr 1918 vorwiegend von der deutschsprachigen Bevölkerung verwendet.:
- Črešnjevec ob Dravi (Gersdorf)
- Fala1 (Faal)
- Gradišče na Kozjaku2 (Schlossberg)
- Janževa Gora (Johannesberg)
- Selnica ob Dravi (Zellnitz an der Drau)
- Spodnja Selnica (Feistritz bei Zellnitz)
- Spodnji Boč (Unterwalz)
- Spodnji Slemen (Slemen)
- Sveti Duh na Ostrem Vrhu (Heiligen Geist am Osterberg)
- Veliki Boč2 (Großwalz)
- Vurmat1 (Wurmath)
- Zgornja Selnica (Oberzellnitz)
- Zgornji Boč (Oberwalz)
- Zgornji Slemen1 (Fürst)

1Fala, Vurmat und Zgornji Slemen gehören nur teilweise zur Gemeinde Selnica. Fala gehört zum Teil auch zu Ruše, Vurmat zu Podvelka und Zgornji Slemen zur Stadtgemeinde Maribor.

2Die Dörfer Gradišče na Kozjaku und Veliki Boč wurden durch den Vertrag von Saint-Germain am 10. September 1919 zweigeteilt. Die österreichischen Dörfer Schloßberg und Großwalz sind heute Bestandteile der Gemeinde Leutschach an der Weinstraße.

## Sehenswürdigkeiten
- Sveti Duh na Ostrem Vrhu
- Park von Schloss Wildhaus
- Wanderungen in der Region auf komoot.de

## Nachbargemeinden
|                                                | Leutschach a.d. Weinstraße (A)              |                       |
| Gemeinde Podvelka, Gemeinde Lovrenc na Pohorju | Kompassrose, die auf Nachbargemeinden zeigt | Stadtgemeinde Maribor |
|                                                | Gemeinde Ruše                               |                       |